# یواس‌آرسی ناگاتاک
یواس‌آرسی ناگاتاک (به انگلیسی: USRC Naugatuck) یک کشتی بود که طول آن ۱۱۰ فوت (۳۳٫۵ متر) بود. این کشتی در سال ۱۸۴۴ ساخته شد.